# アンネ＝マリーエ・オルベック
アンネ＝マリーエ・オルベック（Anne-Marie Ørbeck、1911年4月1日 - 1996年6月5日）は、ノルウェーの作曲家。
オスロ出身。ピアノをオスロとベルリンで学び、さらにパウル・ヘーファーらに作曲を師事した。1933年、オスロでピアニストとしてデビュー。第二次世界大戦によってピアニスト・作曲家としての活動の中断を余儀なくされたが、1950年代になってパリでナディア・ブーランジェとダリウス・ミヨーに、ウィーンでハンス・イェリネクに作曲を学び直した。
作品には管弦楽曲、室内楽曲、器楽曲などがあるが、歌曲や合唱曲などの声楽曲を最も得意とした。

## 主な作品

### 管弦楽曲
- ピアノ協奏曲（1938年）
- メロディー（1940年）
- 交響曲（1945年）
- ルーン行進曲（1946年）
- フルートとオーケストラのための牧歌とアレグロ（1959年）

### 室内楽曲
- ヴァイオリンとピアノのためのノルウェーの春（1928年）

### 歌曲
- 岩（1955年）
- 雪（1959年）
- 星の歌（1964年）

### 合唱曲
- わが祖国（1954年）
- 夏の夜（1956年）